# Tschammer Ellguth
Tschammer Ellguth, polnisch Ligota Czamborowa, ist ein Ort in der Landgemeinde Stubendorf (Izbicko) im Powiat Strzelecki der Woiwodschaft Opole in Polen.

## Geographie
Tschammer Ellguth liegt 11,5 km von Strzelce Opolskie (Groß Strehlitz) entfernt.

## Geschichte
Bei der Volksabstimmung am 20. März 1921 stimmten 129 Wahlberechtigte für einen Verbleib bei Deutschland und 199 für Polen. Tschammer Ellguth verblieb beim Deutschen Reich. Bis 1945 befand sich der Ort im Landkreis Groß Strehlitz.
1945 kam der bisher deutsche Ort unter polnische Verwaltung, wurde in Ligota Czamborowa umbenannt und der Woiwodschaft Schlesien angeschlossen. 1950 kam der Ort zur Woiwodschaft Oppeln. 1999 kam der Ort Tschammer Ellguth zum wiedergegründeten Powiat Strzelecki.
Am 6. März 2006 wurde in der Gemeinde Stubendorf, der Tschammer Ellguth angehört, Deutsch als zweite Amtssprache eingeführt. Am 20. Mai 2008 erhielt der Ort zusätzlich den amtlichen deutschen Ortsnamen Tschammer Ellguth. Im Dezember 2008 wurden zweisprachige Ortsschilder aufgestellt.